# Омар Хайям (лунный кратер)
Кратер Омар Хайям (лат. Omar Khayyam) — крупный древний ударный кратер в северном полушарии обратной стороны Луны. Название присвоено в честь персидского философа, математика, астронома и поэта Омара Хайяма (1048—1131) и утверждено Международным астрономическим союзом в 1970 г. Образование кратера относится к донектарскому периоду.

## Описание кратера
Кратер Омар Хайям расположен в северо-западной части чаши кратера Почобут. Другими ближайшими соседями кратера являются кратер Зигмонди, прилегающий к нему на северо-западе; кратер Смолуховский на северо-востоке; кратер Канницаро на юге-юго-востоке и кратер Эллисон на юго-западе. Селенографические координаты центра кратера 58°13′ с. ш. 102°13′ з. д. / 58,21° с. ш. 102,22° з. д., диаметр 68,6 км, глубина 2,8 км.
Кратер Омар Хайям образован двумя кратерами, меньший из которых перекрывает южную часть большего кратера. Вал большего северного кратера значительно сглажен, южная и восточная часть вала меньшего кратера четко очерчена. Дно чаши разделено на две части северной частью вала меньшего кратера, при этом северная часть чаши пересеченная, южная – сравнительно ровная.

## Сателлитные кратеры
Отсутствуют.